# Корнеевец, Юлия Геннадьевна
Юлия Геннадьевна Корнеевец (укр. Юлія Геннадіївна Корнієвець; 31 августа 1986) — украинская футболистка, нападающая мини-футбольного клуба ПЗМС (Полтава). Игрок сборной Украины.

## Биография
С 16-летнего возраста выступала за основной состав клуба «Легенда» (Чернигов) в высшей лиге Украины. Неоднократно становилась чемпионом (2002, 2005, 2009, 2010), серебряным (2003, 2004, 2006, 2008, 2011, 2013, 2015) и бронзовым (2007) призёром чемпионата страны, обладательницей (2002, 2005, 2009) и финалисткой (2003, 2004, 2006, 2007, 2008, 2010, 2011) Кубка Украины. Была одним из лидеров нападения своего клуба, забила более 100 голов в матчах высшей лиги. Дважды становилась лучшим бомбардиром национального чемпионата — в 2005 году (33 гола) и 2011 году (18 голов). Также со своим клубом становилась победительницей (2006) и бронзовым призёром (2005) международного турнира «Кубок Италии». Участвовала в матчах женской Лиги чемпионов.
С 2012 года в течение нескольких лет выступала в высшем дивизионе России — три года провела в составе «Мордовочки» и полсезона — в «Зорком». В ходе сезона 2015 года перешла в клуб «Звезда-2005» (Пермь), в его составе — чемпионка России 2015 и 2017 годов, серебряный призёр чемпионата 2016 года, обладательница Кубка России 2015 и 2016 годов. Всего в высшей лиге России сыграла 74 матча и забила 18 голов.
В 2017 году вернулась на Украину и стала выступать за «Еднисть (Плиски)». В сезоне 2018/19 играла в Испании за аутсайдера высшего дивизиона «Спортинг де Уэльва», провела 19 матчей и забила 2 гола. Летом 2019 года вернулась в «Еднисть».
Выступала за молодёжную и взрослую сборную Украины. В национальной сборной сыграла не менее 23 матчей в отборочных турнирах чемпионатов мира и Европы.
Входит в символический клуб им. Светланы Фришко для украинских футболисток, забивших более 100 голов за карьеру.